# Бэрд, Скотт
Скотт Бэрд (англ. Scott Baird; род. 7 мая 1951, Бемиджи, Миннесота) — американский кёрлингист и тренер по кёрлингу.
В составе мужской сборной США бронзовый призёр зимних Олимпийских игр 2006 года, участник семи чемпионатов мира (лучший результат — бронзовые призёры в 1993). Неоднократный чемпион США среди мужчин. В составе мужской сборной ветеранов США серебряный призёр чемпионата мира 2003. Чемпион США среди ветеранов.
Играл в основном на позиции четвёртого. Несколько сезонов был скипом команды.
В 2004 году введён в Зал славы Ассоциации кёрлинга США (англ. United States Curling Association Hall of Fame).

## Достижения
- Зимние Олимпийские игры: бронза (2006).
- Чемпионат мира по кёрлингу среди мужчин: бронза (1993).
- Чемпионат США по кёрлингу среди мужчин: золото (1979, 1993, 1994, 2003, 2006, 2011), бронза (1986, 1988).
- Американский олимпийский отбор по кёрлингу: бронза (1997, 2001).
- Чемпионат мира по кёрлингу среди ветеранов: серебро (2003).
- Чемпионат США по кёрлингу среди ветеранов: золото (2003).

- Лучший кёрлингист года в США (англ. USA Curling Male Athlete of the Year): 1993.
- Кёрлинг-команда года в США (англ. USA Curling Team of the Year): 2006[6].

## Команды
| Сезон   | Четвёртый  | Третий        | Второй        | Первый        | Запасной                         | Турниры                                  |
| ------- | ---------- | ------------- | ------------- | ------------- | -------------------------------- | ---------------------------------------- |
| 1978—79 | Скотт Бэрд | Дэн Халупцок  | Марк Халупцок | Боб Фенсон    |                                  | ЧСША 1979 · ЧМ 1979 (5 место)            |
| 1985—86 | Скотт Бэрд | Дэн Халупцок  | Марк Халупцок | Боб Фенсон    |                                  | ЧСША 1986                                |
| 1987—88 | Скотт Бэрд | Дэн Халупцок  | Марк Халупцок | Боб Фенсон    |                                  | ЧСША 1988                                |
| 1992—93 | Скотт Бэрд | Пит Фенсон    | Марк Халупцок | Тим Джонсон   | Дэн Халупцок                     | ЧСША 1993 · ЧМ 1993                      |
| 1993—94 | Скотт Бэрд | Пит Фенсон    | Марк Халупцок | Тим Джонсон   | Дэн Халупцок                     | ЧСША 1994 · ЧМ 1994 (5 место)            |
| 1997—98 | Скотт Бэрд | ?             | ?             | ?             |                                  | АООК 1997                                |
| 2001—02 | Скотт Бэрд | Matt Stevens  | Cody Stevens  | Филл Дробник  | Randy Baird                      | АООК 2001                                |
| 2002—03 | Скотт Бэрд | Марк Халупцок | Боб Фенсон    | Bob Naylor    | Richard Reierson                 | ЧСШАВ 2003 · ЧМВ 2003                    |
| 2002—03 | Пит Фенсон | Эрик Фенсон   | Шон Рожески   | Джон Шустер   | Скотт Бэрд тренер: Роберт Фенсон | ЧСША 2003 · ЧМ 2003 (8 место)            |
| 2004—05 | Скотт Бэрд | Эрик Фенсон   | Тим Джонсон   | Марк Халупцок |                                  | ЧСШАМ/АООК 2005 (4 место)                |
| 2004—05 | Пит Фенсон | Шон Рожески   | Джозеф Поло   | Джон Шустер   | Скотт Бэрд тренер: Роберт Фенсон | ЧМ 2005 (6 место)                        |
| 2005—06 | Пит Фенсон | Шон Рожески   | Джозеф Поло   | Джон Шустер   | Скотт Бэрд тренер: Роберт Фенсон | ЧСША 2006 · ЗОИ 2006 · ЧМ 2006 (4 место) |
| 2010—11 | Пит Фенсон | Шон Рожески   | Джозеф Поло   | Райан Брант   | Скотт Бэрд тренер: Эд Лукович    | ЧСША 2011 · ЧМ 2011 (10 место)           |

(скипы выделены полужирным шрифтом)

## Результаты как тренера национальных сборных
| Год  | Турнир                                        | Сборная           | Место |
| ---- | --------------------------------------------- | ----------------- | ----- |
| 1999 | Чемпионат мира по кёрлингу среди юниоров 1999 | США (юниоры жен.) | 6     |
| 2000 | Чемпионат мира по кёрлингу среди юниоров 2000 | США (юниоры муж.) | 6     |
| 2015 | Чемпионат мира по кёрлингу среди женщин 2015  | США (женщины)     | 10    |
| 2018 | Чемпионат мира по кёрлингу среди женщин 2018  | США (женщины)     | 4     |

## Частная жизнь
Женат, двое детей, оба кёрлингисты: сын Рэнди (англ. Randy Baird) — чемпион США среди юниоров 2000, выступал на чемпионате мира среди юниоров 2000 года, был запасным в команде отца на Американском олимпийском отборе по кёрлингу 2001, где определялись сборные США для выступления на зимних Олимпийских играх 2002 (команда Скотта Бэрда заняла на отборе третье место); дочь Никки (англ. Nikki Baird) — призёр чемпионата США среди юниоров 2000 (Скотт Бэрд был тренером команды), её команда заняла пятое место на чемпионате США среди женщин 2000.
Начал заниматься кёрлингом в 1961 году, в возрасте 10 лет.